# Chanella Stougje
Chanella Stougje (Zuidland, 23 oktober 1996) is een Nederlands voormalig wielrenster.
In 2014 reed Stougje op het WK wielrennen voor junioren op de individuele tijdrit naar een 21e plaats, en nam ze ook deel aan de wegrace.
In 2016 werd ze in de tweede etappe van de BeNe Ladies Tour derde. Dat jaar werd ze ook achtste in het jongerenklassement van de UCI Women's World Tour en won ze het jongerenklassement van de Philadelphia International Cycling Classic.
In het najaar van 2019 besluit Stougje haar sportcarrière te beëindigen, en zich te richten op haar maatschappelijke carrière.
De Boer · Van den Bos · Ensing · Van Gogh · Van den Hoek · Hoeksma · Markus · Post · Rooijakkers · Slik · Stougje · Tromp · De Vries
De Boer · Van den Bos · Buurman · Ensing · Van Gogh · Hoeksma · Knauer · Koedooder · Post · Rooijakkers · Solovej · Stougje · Tromp
De Boer · Buurman · Buysman · Van Gogh · De Jong · Knauer · Post · Rooijakkers · Soet · Solovej · Steigenga · Stijns · Stougje · Swinkels · Tromp · Van Veen
De Boer · Van der Burg · Buysman · De Gast · Van Gogh · Hoeksma · Raaijmakers · Roberts · De Ruiter · Solovej · Stougje · Uiterwijk Winkel · Van Veen · Wiebes
Feldmann · G. Garner · L. Garner · Gåskjenn · Heine · Lorvik · Lutro · Solvang · Stougje · Tagliaferro · Uneken